# Nes (Akershus)
 For alternative betydninger, se Nes. (Se også artikler, som begynder med Nes)
Nes er en kommune i landskabet Romerike i Akershus fylke i Norge. Den grænser i nord til Eidsvoll og Nord-Odal, i øst til Sør-Odal og Eidskog, i syd til Aurskog-Høland og Sørum, og i vest til Ullensaker.
Den var en del af  Viken fylke som blev etableret 1. januar 2020, men opløst fra 1. januar 2024.
Byen Fenstad ligger i den nordlige del af kommunen, hvor også Svanfossen som regulerer Norges største indsø Mjøsa ligger. Højeste punkt er Ursknappen der er 505 moh.

## Nes kirkeruiner
Nes kirkeruiner ligger ved Vormsund, hvor elvene Glomma og Vorma mødes. Kirken blev bygget i 1100-tallet som en af tre fylkeskirker i Romerike.
Kirken ligger i et område der er udsat for oversvømmelser der gentagne gange har ødelagt dele af kirkegården.
Under syvårskrigen mod Sverige, i 1567, blev kirken sat i brand. Den blev genrejst, og i 1697 udvidet til korskirke. I 1854 slog lynet ned, kirken brændte og blev ikke genopbygget. Ruinene benyttes i dag til gudstjenester, bryllup og som koncerter.
Den norske rigsantikvar har beordret en udbedring af ruinerne da der stadig falder dele ned fra dem.

## Andre seværdigheder
- Gamle Hvam fylkesmuseum i Akershus med en gammel ærverdig stor gård med tilhørende bygninger
- Svanfoss sluse; sluse beliggende i Fenstad

## Personer fra Nes (nesbuer)
- Jens Colstrup († 1720), præst
- Thor Olsen († 1868), mesén
- Jacob Jervell, teolog, forfatter, prorektor († 2014)
- Torgeir Rebolledo Pedersen (født 1949), forfatter
- Alf Tande-Petersen (f. 1950), journalist, forfatter, født i Bodø[4]
- Åslaug Haga (født 1959), regeringsmedlem, partileder
- Tone W. Trøen (født 1966), politiker, stortingspresident fra 2018
- Geir Frigård (født 1970), fodboldspiller
- Sverre Myrli (født 1971), politiker, stortingsrepresentant
- Ole-Kristian Tollefsen (født 1984) ishockeyspiller
- Amund Grøndahl Jansen (født 1994)